# Joseph Bannister
Joseph Bannister va ser un notori pirata anglès que va operar al Carib durant l'Edat Daurada de la Pirateria, conegut per derrotar dos vaixells de guerra de l'Armada Reial anglesa en una batalla.
Bannister era un capità molt respectat a finals del segle xvii. Esdevingué capità del Golden Fleece i se li encomanaven viatges transatlàntics, repartint mercaderies a la ruta entre Londres i Jamaica. El juny de 1684 Bannister es va escapar amb el vaixell i els seus trenta a quaranta canons, va agafar cent homes com a tripulació i va començar la seva carrera com a pirata. Va basar el seu centre d'operacions a Port Royal, Jamaica.
Bannister aviat va agafar tripulació addicional i va robar un petit vaixell espanyol, però el governador de Jamaica (sota domini anglès en aquell temps) va ordenar l'HMS Ruby, un potent vaixell de guerra de l'Armada Reial, perseguir a Bannister. El HMS Ruby va ser capaç de capturar Bannister i dur-lo a Jamaica on esperava el judici. Bannister es va lliurar de tots els càrrecs i va quedar en llibertat. El febre de 1865 es va tornar a apoderar del vaixell Golden Fleece i va retornar a la pirateria.
El govern britànic va ser incapaç de trobar Bannister durant mesos fins que uns oficials van localitzar el Golden Fleece a la badia de Samaná. Bannister va fer front a dues fragates britàniques, la Falcon i la Drake, amb un combinat de cinquanta-sis canons entre ambdues. Bannister va col·locar dues bateries separades de canons a miradors de l'illa i va lluitar contra l'armada durant dos dies complets, fins que els vaixells de guerra van quedar sense municions i van ser obligats a retirar-se. Aquesta improbable victòria va fer guanyar a Bannister un lloc en la llegenda dels pirates, malgrat que el seu nom s'ha perdut en gran manera amb els anys.
La tripulació del Drake va capturar Bannister el 1687 a la Costa de Mosquits on va viure amb nadius. Va ser portat a Port Royal, Jamaica, on, tement que es tornès a escapar, el governador de Jamaica el va fer penjar sense judici fins i tot abans que puguès sortir del vaixell.
El vaixell de Joseph Bannister Golden Fleece va ser trobat en a principis del 2009 pels caçadors de naufragis americans John Chatterton i John Mattera a la República Dominicana, a la badia de Samaná. El descobriment s'explica en el llibre "Caçadors de pirates" de Robert Kurson (2015).